# Elisabeth Altmann
Pour les articles homonymes, voir Altmann.
Elisabeth Altmann (Immenstadt, 12 octobre 1943) est une femme politique allemande.